# Кубраков, Иван Владимирович
Иван Владимирович Кубраков (род. 5 мая 1975, д. Малиновка, Костюковичский район, Могилевская область, БССР, СССР) — белорусский государственный деятель. Министр внутренних дел Республики Беларусь с 29 октября 2020 года, генерал-лейтенант милиции (2020).
В 2020—2022 годах Кубраков попал под санкции Евросоюза, США и других стран.

## Биография
Родился 5 мая 1975 года в деревне Малиновка Костюковичского района Могилевской области в многодетной семье. Отец работал на хлебозаводе в соседней деревне Белынковичи, позднее работал сторожем и пастухом. Мать работала в колхозе.
Окончил Минскую специальную среднюю школу МВД и Академию МВД Республики Беларусь.
На службе в органах внутренних дел с 1995 года. Работал участковым, старшим участковым инспектором отдела охраны правопорядка и профилактики УВД Центрального района города Минска, начальником УВД Центрального района города Минска. Руководил Заславским отделом Минского РУВД. Проходил службу в Главном управлении охраны правопорядка и профилактики милиции общественной безопасности МВД Республики Беларусь. С 12 мая 2017 года — начальник Главного управления внутренних дел Витебского облисполкома. 29 июня 2018 года присвоено специальное звание генерал-майор милиции.
С 28 марта 2019 года по 29 октября 2020 года — начальник Главного управления внутренних дел Минского горисполкома.
29 октября 2020 года назначен Министром внутренних дел Республики Беларусь. В том же месяце присвоено звание генерал-лейтенант милиции.
6 февраля 2023 года на основании указа вошел в комиссию gо рассмотрению обращений находящихся за рубежом граждан Республики Беларусь по вопросам совершения ими правонарушений.

## Критика
7 марта 2023 года Лукашенко рассказал, что обматерил Кубракова, Тертеля и Лаппо после взрыва самолета в Мачулищах.
20 апреля 2023 года Кубраков открыл сеть магазинов еДИН, заявив на открытии "К нам обращаются граждане с вопросом, где можно посмотреть в большом помещении, потрогать руками продукцию, выбрать, ведь сегодня она представлена во многих торговых центрах по всей республике. Но чтобы собрать в одном месте и показать, какую продукцию мы производим, - такого нет нигде. Сегодня такая возможность будет у любого гражданина". В сети представлена продукция, которую производят заключенные Белоруссии, включая политических заключенных. При этом есть свидетельства, что труд заключенных используется как рабский.

### Санкции ЕС, США и других стран
- 31 августа 2020 года против Кубракова и 29 белорусских государственных деятелей введены персональные санкции со стороны Латвии, Литвы и Эстонии в связи с тем, что они «организовали и поддержали фальсификацию президентских выборов в Беларуси, а также поддержали насильственное подавление мирных акций протеста»[8].
- 2 октября 2020 года Кубраков был включён в список белорусских государственных деятелей и чиновников, в отношении которых были введены санкции[англ.] ЕС. Совет Европейского Союза признал Кубракова ответственным за компанию репрессий и запугивания, проводимую милицией после президентских выборов в Белоруссии, в частности, за произвольные аресты и жестокое обращение с мирными демонстрантами, а также за запугивание и насилие в отношении журналистов[9].
- 2 октября 2020 года США включили Кубракова в санкционный список специально обозначенных граждан и заблокированных лиц[10] как ответственного либо участвовавшего в действиях или политике, которые подрывают демократические процессы или институты в Беларуси. Любые активы Кубракова на территории США будут заблокированы, а американским гражданам с этого момента запрещается ведение с ним и в его интересах деловых операций[11].
- Также Кубракова в свои санкционные списки включили Великобритания[12], Канада[13], Швейцария[14][15]. 20 ноября к октябрьскому пакету санкций ЕС присоединились Албания, Исландия, Лихтенштейн, Норвегия, Северная Македония, Черногория и Украина[16].
- 8 марта 2022 года после вторжения России на Украину Япония ввела против него персональные санкции[17]. Сама Украина присоединилась к санкциям в октябре того же года[18].

## Награды
- Орден «За службу Родине» 3-й степени,
- Медаль «За безупречную службу» I степени,
- Медаль «За безупречную службу» II степени,
- Медаль «За безупречную службу» III степени,
- Медали Республики Беларусь,
- Почётная грамота Совета Министров Республики Беларусь (2025)[19].

## Семья
Женат, имеет двоих детей. Сын — Владимир, милиционер. Дочь — Елизавета, школьница.